# Comuna Karasîn, Kamin-Kașîrskîi
Karasîn (în ucraineană Карасин) este o comună în raionul Kamin-Kașîrskîi, regiunea Volînia, Ucraina, formată din satele Karasîn (reședința) și Karpîlivka.

## Demografie
Componența lingvistică a satului Karasîn
     Ucraineană (99,71%)
     Alte limbi (0,22%)
Conform recensământului din 2001, majoritatea populației satului Karasîn era vorbitoare de ucraineană (99,71%), existând în minoritate și vorbitori de alte limbi.